# کین (نیوهمپشایر)
کین (به انگلیسی: Keene) شهری در ایالت نیوهمپشایر کشور ایالات متحده آمریکا است که جمعیت آن در سرشماری سال ۲۰۱۰ میلادی، ۲۳٬۴۰۹ نفر بوده‌است.

## نگارخانه

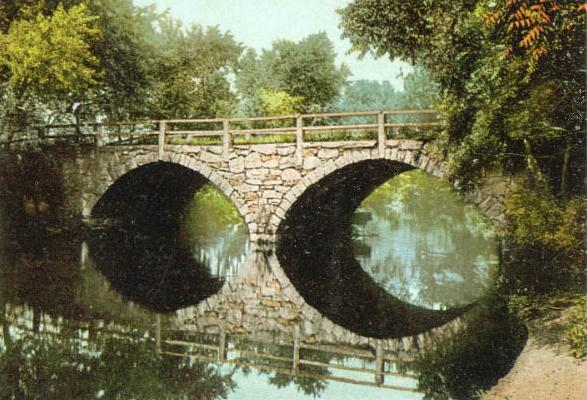
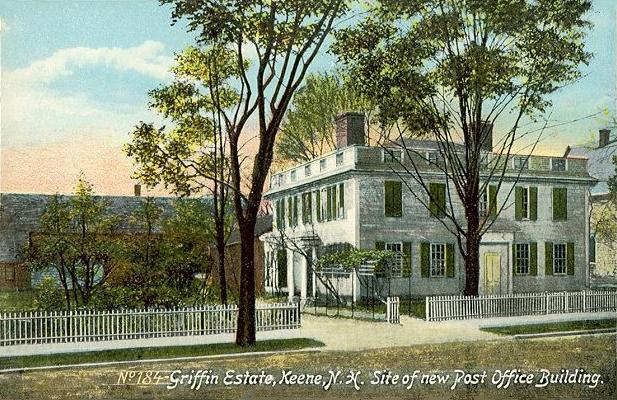
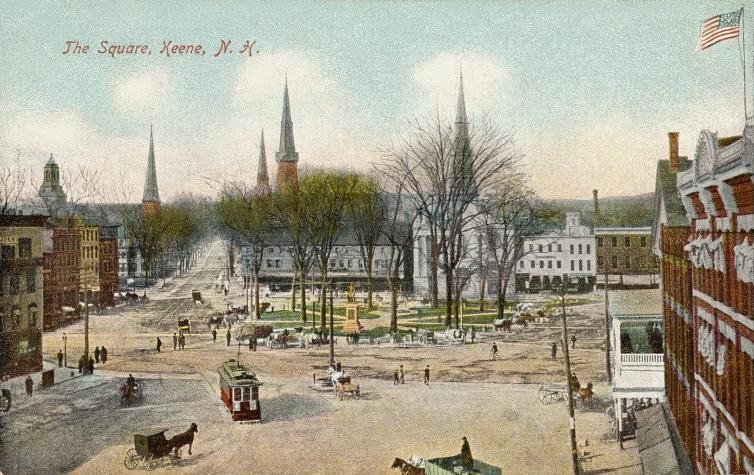
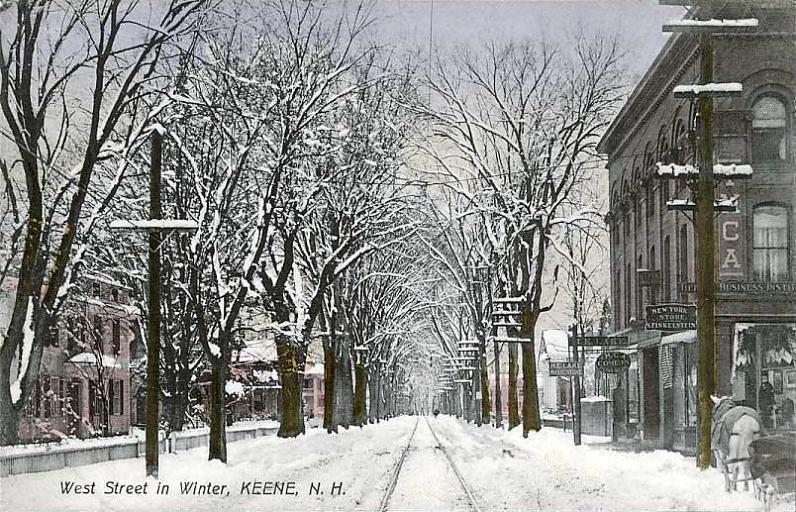